# Richard Dunne
Richard Dunne, född 21 september 1979 i Dublin i Irland, är en irländsk fotbollsspelare. Han har på grund av sin storlek fått smeknamnet "Dunney-monstret" (engelska: The Dunney Monster).

## Klubbkarriär
Dunne spelade pojkfotboll i den Dublin-baserade klubben Home Farm Everton innan han påbörjade sin professionella karriär 1996 hos Everton som 16-åring. Under hösten 2000 skrev han på kontrakt för Manchester City till priset av tre miljoner pund. Manchester City värvade både Dunne och Laurent Charvet för att ersätta högerbacken Richard Edghill, som låg mitt i en formsvacka. Trots att Dunne spelade sina första matcher hos Manchester City som högerback var det i mitten som han var som effektivast. Han hade flera medförsvarare i mitten under sin första säsong med klubben, men spelade ibland i en trebackslinje tillsammans med Andy Morrison och Steve Howey. Säsongen blev dock ingen succé och laget flyttades ner från Premier League, varpå klubben anställde den nye tränaren Kevin Keegan.
Under 2003 blev Dunne avstängd från klubben på grund av disciplinproblem, och det såg ett tag ut som att hans tid hos Manchester City var över. Han återvände dock till A-laget efter ett intensivt träningsprogram. Tack vare sin återhämtning och formen han lyckades hålla uppe utsågs han till Manchester Citys bäste spelare säsongen 2004/2005 och vann även utmärkelsen de två följande säsongerna.
20 juli 2006 utsågs Dunne – då 26 år gammal – till lagkapten för Manchester City, då han tog över kaptensbindeln efter Sylvain Distin. Detta ledde till att rykten florerade om att Distin skulle lämna klubben.

## Landslagskarriär
Dunne har spelat 80 matcher för Irland och gjort sammanlagt åtta mål. Han deltog i VM 2002 men spelade inga matcher under turneringen.